# Прапор Іванівського району (Одеська область)
Пра́пор Іва́нівського райо́ну — офіційний символ Іванівського району Одеської області, затверджений 13 травня 2010 року рішенням № 359 5 сесії Іванівської районної ради.

## Опис
Прапор являє собою прямокутне полотнище зі співвідношенням 2:3, на якому знаходяться три смуги вертикального розташування. Перша — зелена, друга — жовта, третя — синя. На центральній жовтій смузі розміщений малий герб району. Співвідношення смуг прапора 3:4:3.

## Символіка
Прапор є символом єдності територіальних громад сіл та селищ району і взаєморозуміння його мешканців, втіленням духовної височини, спрямованості до моральних ідеалів, сталості розташування.
Зелений колір — символ надії, достатку й волі. Синій — краси, ясності, м'якості, шляхетності, величі, чистоти помислів, духовності, мудрості та добробуту. Золото — символ багатства, сили, сталості, вірності, надійності.